# Ballet de cour

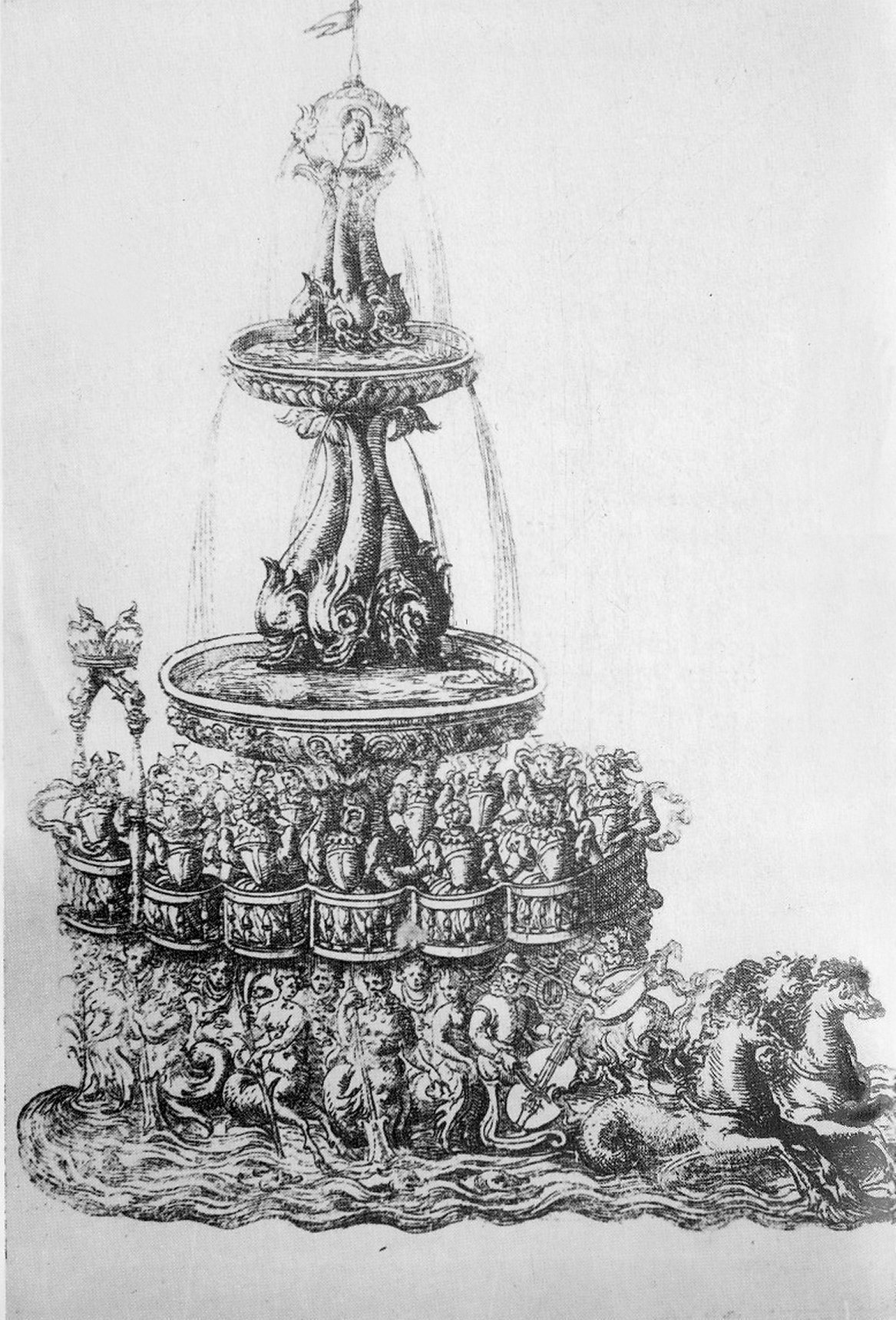
Carro allegorico a forma di fontana approntato per la prima e unica rappresentazione del Ballet Comique de la Reine nel 1581.

Ballet de cour ("balletto di corte") è il nome dato ai balletti eseguiti nel XVI e XVII secolo nelle corti europee.

## Storia
Il balletto di corte era un raduno di nobili, dato che il cast e il pubblico erano in gran parte costituiti da cortigiani. Era una miscela, accuratamente composta, di arte, socializzazione e politica, con il suo obiettivo primario di esaltare lo Stato.
Poiché queste celebrazioni sono avvenute molto prima dell'invenzione del palcoscenico del proscenio, e sono state invece eseguite in grandi sale con membri del pubblico accatastati su tre lati, la coreografia del primo balletto di corte era costruita come una serie di motivi e forme geometriche che avrebbero dovuto essere visti dall'alto. Una volta terminata la rappresentazione, il pubblico veniva incoraggiato ad unirsi ai ballerini per partecipare in un "ballo" progettato per portare tutti all'unanimità con le idee espresse dal potere. Man mano che si sviluppavano nel tempo, i balletti di corte iniziarono a introdurre la commedia, attraversarono una fase in cui prendevano in giro le maniere del tempo, e si spostarono in una fase in cui si innamorarono della pantomima. Al tempo della nascita del balletto di corte, una forma d'arte simile apparve in Italia e venne chiamata opera. La differenza tra le due forme di spettacolo era che il fenomeno in via di sviluppo in Italia si era concentrato sull'aspetto canoro della rappresentazione, mentre in Francia il movimento era al centro della stessa.
I primi balletti di corte furono influenzati dagli elaborati intrattenimenti comuni nelle celebrazioni reali e nei matrimoni aristocratici di Francia e Italia. Quando la fiorentina Caterina de' Medici sposò il re francese Enrico II, nel 1533, le culture francese e italiana si fusero poiché Caterina portò dalla nativa Italia la sua propensione per eventi teatrali e cerimoniali, tra cui le eleganti feste di corte. Un contributo più deliberato del balletto di corte fu il risultato dell'Académie de Poésie et de Musique, fondata nel 1570 dal poeta Jean Antoine de Baïf e dal compositore Thibault de Courville. Lo scopo dell'Accademia era di far rivivere le arti del mondo antico al fine di armonizzare la danza, la musica e il linguaggio in un modo che potesse tradursi in un livello più elevato di moralità. Fu da questo matrimonio di grande spettacolo tradizionale e ordine misurato consapevole che nacquero i balletti di corte.
Jean-Baptiste Lully è considerato il più importante compositore di musica per i balletti della corte, strumentale allo sviluppo della forma. Durante il suo impiego presso la corte di Luigi XIV come direttore dell'Académie Royale de Musique, lavorò con Pierre Beauchamp, Molière e Philippe Quinault per sviluppare l'opera musicale francese che comprendeva in sé diversi balletti.

## Opere notevoli

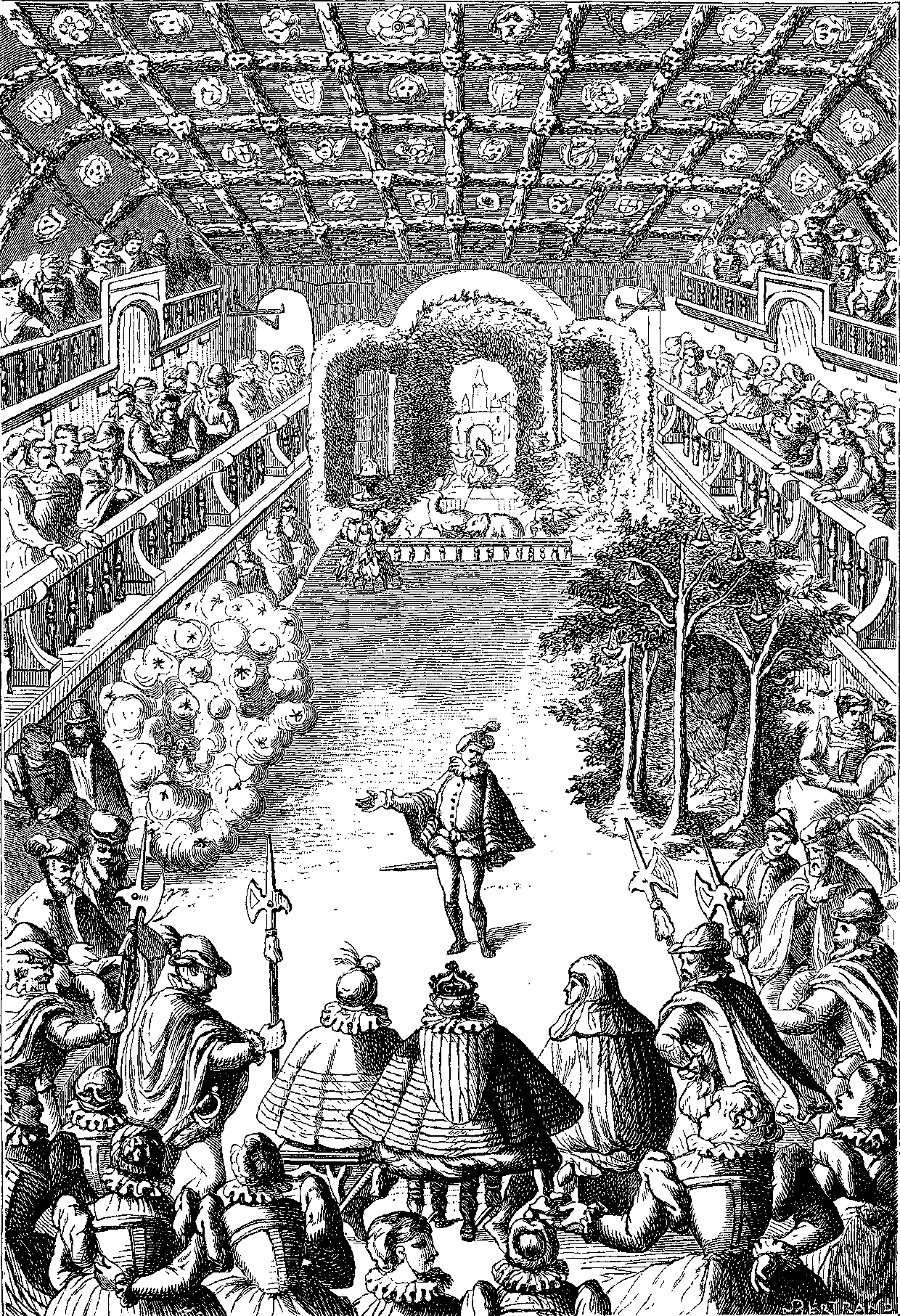
Incisione della prima scena del balletto Comique de la Reine, 1581

Il Ballet des Polonais è stato uno dei primi lavori ad essere riconosciuto come un balletto di corte. Lo spettacolo fu commissionato da Caterina de' Medici nel 1573 per omaggiare gli ambasciatori polacchi convenuti a Parigi in occasione dell'elezione del suo secondo figlio, Enrico di Valois, a re di Polonia. Eseguito al Palazzo delle Tuileries e organizzato dall'italiano Balthasar de Beaujoyeulx, il balletto, della durata di oltre un'ora, era eseguito da sedici dame francesi che rappresentavano le province della Francia. Descrivendolo come il balletto più bello mai realizzato sulla terra, l'osservatore di corte Brantôme raccontò che avevano “ballato il loro balletto in modo così curiosamente progettato, con così tanti turni, sbandate e sinuosità, intrecci e mescolanze, scontri e ritiri, che [è stato sorprendente che] nessuna donna abbia mai mancato di essere nel suo turno o luogo designato." Sebbene la sua combinazione di versi, canzoni e danze fosse stata usata in precedenza, la complessa figura di ballo coinvolta nel Ballet des Polonais segnò l'inizio dello stile francese che sarebbe diventato la scuola dominante nel corso del secolo successivo.
Il primo balletto di corte a fondere danza, poesia, musica e scenografia in una coerente impostazione drammatica fu il Ballet Comique de la Reine, eseguito nel 1581, come parte della celebrazione del matrimonio della sorella della regina, Margherita di Lorena, con il Duca di Joyeuse. La trama basata sull'incontro di Ulisse con Circe era il simbolo del desiderio del paese di guarire vecchie ferite e ripristinare la pace dopo le guerre civili religiose. Raggiungendo nuove vette in scala e diversità, la sontuosa produzione di cinque ore comprendeva una fontana a tre livelli, un palazzo, un giardino, un paesaggio silvestre e carri allegorici. Come nel Ballet de Polonais, Beaujoyeulx ha coreografato e supervisionato il Ballet Comique, usando la forma, la geometria, la misura e la disciplina come base che si sarebbe poi sviluppata nella tecnica di balletto codificata.
Un importante passo verso il balletto di corte nella sua forma definitiva è stato fatto durante il regno di Luigi XIII, con balletti di corte ricchi e affascinanti come La Délivrance de Renaud e il Ballet de la Merlaison. I balletti di corte si trasformarono in comédie-ballet e poi in opéra-ballet nella seconda metà del XVII secolo. Questa era una forma completamente operistica che includeva il balletto come una caratteristica di spicco della rappresentazione.
Beauchamp, sovrintendente del balletto e direttore dell'Académie royale de danse, codificò le cinque posizioni in base alle norme stabilite dai maestri italiani Fabrizio Caroso e Cesare Negri a fine cinquecento.  Sottolineando gli aspetti tecnici della danza, Beauchamp stabilì le prime regole della tecnica del balletto. Pierre Rameau descrive il lavoro di Beauchamp in Le Maître à danser (1725), usando anche un  sistema per annotare i passi. 